# 加藤朋子
加藤 朋子（かとう ともこ、1969年（昭和44年）1月19日 - ）は、日本の囲碁棋士。埼玉県さいたま市出身、杉内寿子八段門下、菊池康郎に師事、日本棋院所属、六段。女流本因坊戦、女流名人戦優勝など。

## 経歴
大宮市生まれ。6歳で父から碁を学び、厳しく教えられる。小学4年から関根直久六段の子供教室に通い、1979年小学5年の時に日本棋院院生。中学2年の時に、杉内と小川誠子による女流研究会「好翔会」に入り、中学卒業後は祖母宅で井上（管野）尚美と共同生活して 、杉内からはテレビ、映画、新聞を禁じられていた。なかなか入段できずに年齢制限により院生をやめた後、20歳の時に菊池康郎主宰の緑星囲碁学園に入る。1991年22歳で女流棋士特別採用試験1位となり入段。1992年、初めて参加した女流本因坊戦で、準決勝で師の杉内を破るなどして挑戦者となり、中澤彩子に2-0で勝って、入段1年半でタイトル獲得。同年二段、三段、棋道賞女流賞受賞。
1993年に大手合第二部優勝、十段戦3次予選進出、28勝15敗の成績で棋道賞新人賞。1994年四段、宝海杯に出場しベスト4進出。1995年女流名人戦挑戦者となり、杉内寿子と史上初の師弟によるタイトル戦となるが、2-0でタイトル獲得。同年日中スーパー囲碁出場。2001年五段。2013年六段。

### タイトル歴
- 女流本因坊戦 1992年
- 女流名人戦 1995年
- 女流最強戦 2000年
- 女流鶴聖戦 2001年

### 他の棋歴
- 宝海杯世界女子選手権戦 ベスト4 1994年（○河好貞、○葉錦錦、×芮廼偉）
- 山水黔城杯国際女子プロ囲棋選手権戦 ベスト8 2001年（○黄焰、×于梅玲）
- 日中スーパー囲碁
  - 1995年 0-1（×華学明）
- 大手合 第二部優勝 1993年

## 受賞等
- 棋道賞 女流賞 1992、94年、新人賞 1993年